# Moutiers-les-Mauxfaits
Moutiers-les-Mauxfaits é uma comuna francesa na região administrativa da Pays de la Loire, no departamento de Vendéia. Estende-se por uma área de 9,23 km². Em 2010 a comuna tinha 2 192 habitantes (densidade: 237,5 hab./km²).